# Liste der Gemarkungen im Landkreis Rottweil
Die Liste der Gemarkungen im Landkreis Rottweil umfasst die aktuellen Gemarkungen im baden-württembergischen Landkreis Rottweil nach den Angaben des Landesamtes für Geoinformation und Landentwicklung.
| Nr.    | Gemarkung          | AGS      | Gemeinde            | Fläche ha | Bevölkerung Zensus 2011-05-09 | WGS84                       |
| ------ | ------------------ | -------- | ------------------- | --------- | ----------------------------- | --------------------------- |
| 085740 | Sulz               | 08325057 | Sulz am Neckar      | 2445,07   | 4193                          | 48° 21′ 36″ N, 8° 37′ 3″ O  |
| 085741 | Bergfelden         | 08325057 | Sulz am Neckar      | 1083,26   | 1554                          | 48° 20′ 52″ N, 8° 41′ 24″ O |
| 085742 | Dürrenmettstetten  | 08325057 | Sulz am Neckar      | 822,01    | 509                           | 48° 23′ 28″ N, 8° 34′ 48″ O |
| 085743 | Fischingen         | 08325057 | Sulz am Neckar      | 395,94    | 787                           | 48° 23′ 24″ N, 8° 40′ 19″ O |
| 085744 | Glatt              | 08325057 | Sulz am Neckar      | 725,65    | 575                           | 48° 23′ 22″ N, 8° 37′ 18″ O |
| 085745 | Holzhausen         | 08325057 | Sulz am Neckar      | 412,95    | 958                           | 48° 21′ 52″ N, 8° 39′ 35″ O |
| 085746 | Hopfau             | 08325057 | Sulz am Neckar      | 791,39    | 662                           | 48° 22′ 7″ N, 8° 34′ 19″ O  |
| 085747 | Mühlheim           | 08325057 | Sulz am Neckar      | 633,51    | 1021                          | 48° 22′ 34″ N, 8° 42′ 13″ O |
| 085748 | Renfrizhausen      | 08325057 | Sulz am Neckar      | 855,3     | 753                           | 48° 21′ 34″ N, 8° 43′ 0″ O  |
| 085749 | Sigmarswangen      | 08325057 | Sulz am Neckar      | 586,51    | 840                           | 48° 19′ 43″ N, 8° 36′ 43″ O |
| 085760 | Vöhringen          | 08325061 | Vöhringen           | 1696,24   | 3300                          | 48° 19′ 38″ N, 8° 40′ 20″ O |
| 085761 | Wittershausen      | 08325061 | Vöhringen           | 772,7     | 914                           | 48° 18′ 57″ N, 8° 38′ 36″ O |
| 085770 | Dornhan            | 08325012 | Dornhan             | 1803,73   | 2984                          | 48° 21′ 11″ N, 8° 31′ 8″ O  |
| 085771 | Bettenhausen       | 08325012 | Dornhan             | 264,36    | 194                           | 48° 22′ 22″ N, 8° 32′ 19″ O |
| 085772 | Busenweiler        | 08325012 | Dornhan             | 144,77    | 213                           | 48° 20′ 55″ N, 8° 29′ 13″ O |
| 085773 | Fürnsal            | 08325012 | Dornhan             | 564       | 368                           | 48° 22′ 45″ N, 8° 31′ 3″ O  |
| 085774 | Leinstetten        | 08325012 | Dornhan             | 557,41    | 596                           | 48° 23′ 39″ N, 8° 32′ 35″ O |
| 085775 | Marschalkenzimmern | 08325012 | Dornhan             | 646,03    | 924                           | 48° 20′ 0″ N, 8° 32′ 20″ O  |
| 085776 | Weiden             | 08325012 | Dornhan             | 507,34    | 864                           | 48° 19′ 50″ N, 8° 33′ 58″ O |
| 085780 | Schenkenzell       | 08325050 | Schenkenzell        | 1906,54   | 1493                          | 48° 18′ 30″ N, 8° 22′ 8″ O  |
| 085781 | Kaltbrunn          | 08325050 | Schenkenzell        | 2304,1    | 338                           | 48° 21′ 3″ N, 8° 20′ 23″ O  |
| 085790 | Schiltach          | 08325051 | Schiltach           | 680,3     | 3182                          | 48° 17′ 24″ N, 8° 20′ 35″ O |
| 085791 | Lehengericht       | 08325051 | Schiltach           | 2725,5    | 753                           | 48° 16′ 8″ N, 8° 20′ 19″ O  |
| 085800 | Fluorn             | 08325070 | Fluorn-Winzeln      | 864,84    | 1381                          | 48° 18′ 14″ N, 8° 28′ 37″ O |
| 085801 | Winzeln            | 08325070 | Fluorn-Winzeln      | 1592,22   | 1743                          | 48° 17′ 11″ N, 8° 28′ 26″ O |
| 085810 | Oberndorf          | 08325045 | Oberndorf am Neckar | 1156,14   | 6499                          | 48° 17′ 31″ N, 8° 33′ 47″ O |
| 085811 | Aistaig            | 08325045 | Oberndorf am Neckar | 449,33    | 1665                          | 48° 19′ 2″ N, 8° 34′ 33″ O  |
| 085812 | Altoberndorf       | 08325045 | Oberndorf am Neckar | 744,22    | 939                           | 48° 16′ 26″ N, 8° 35′ 43″ O |
| 085813 | Beffendorf         | 08325045 | Oberndorf am Neckar | 848,74    | 967                           | 48° 16′ 39″ N, 8° 32′ 17″ O |
| 085814 | Bochingen          | 08325045 | Oberndorf am Neckar | 952,55    | 1707                          | 48° 17′ 54″ N, 8° 37′ 30″ O |
| 085815 | Boll               | 08325045 | Oberndorf am Neckar | 477,89    | 727                           | 48° 18′ 16″ N, 8° 35′ 36″ O |
| 085816 | Hochmössingen      | 08325045 | Oberndorf am Neckar | 959,17    | 1304                          | 48° 18′ 47″ N, 8° 31′ 24″ O |
| 085820 | Epfendorf          | 08325015 | Epfendorf           | 1473,39   | 1812                          | 48° 14′ 47″ N, 8° 35′ 48″ O |
| 085821 | Harthausen         | 08325015 | Epfendorf           | 631,4     | 623                           | 48° 15′ 42″ N, 8° 37′ 36″ O |
| 085822 | Trichtingen        | 08325015 | Epfendorf           | 860,48    | 887                           | 48° 16′ 35″ N, 8° 39′ 2″ O  |
| 085830 | Aichhalden         | 08325001 | Aichhalden          | 1550,25   | 2644                          | 48° 15′ 49″ N, 8° 24′ 31″ O |
| 085831 | Rötenberg          | 08325001 | Aichhalden          | 1022,65   | 1421                          | 48° 18′ 12″ N, 8° 25′ 3″ O  |
| 085840 | Lauterbach         | 08325036 | Lauterbach          | 1979,71   | 2964                          | 48° 14′ 9″ N, 8° 19′ 22″ O  |
| 085850 | Schramberg         | 08325053 | Schramberg          | 3179,82   | 15432                         | 48° 13′ 33″ N, 8° 24′ 38″ O |
| 085851 | Waldmössingen      | 08325053 | Schramberg          | 1385,2    | 2004                          | 48° 15′ 59″ N, 8° 28′ 54″ O |
| 085860 | Tennenbronn        | 08325053 | Schramberg          | 3498,08   | 3638                          | 48° 11′ 23″ N, 8° 20′ 37″ O |
| 085865 | Hardt              | 08325024 | Hardt               | 1059,58   | 2528                          | 48° 10′ 48″ N, 8° 24′ 54″ O |
| 085870 | Dunningen          | 08325014 | Dunningen           | 2607,94   | 3325                          | 48° 12′ 50″ N, 8° 29′ 38″ O |
| 085871 | Lackendorf         | 08325014 | Dunningen           | 660,47    | 589                           | 48° 11′ 26″ N, 8° 31′ 31″ O |
| 085872 | Seedorf            | 08325014 | Dunningen           | 1570,4    | 2051                          | 48° 14′ 39″ N, 8° 29′ 18″ O |
| 085880 | Locherhof          | 08325071 | Eschbronn           | 193,79    | 925                           | 48° 11′ 43″ N, 8° 28′ 13″ O |
| 085881 | Mariazell          | 08325071 | Eschbronn           | 903,02    | 1157                          | 48° 11′ 26″ N, 8° 26′ 47″ O |
| 085890 | Bösingen           | 08325009 | Bösingen            | 1288,25   | 1809                          | 48° 14′ 35″ N, 8° 32′ 58″ O |
| 085891 | Herrenzimmern      | 08325009 | Bösingen            | 954,64    | 1614                          | 48° 13′ 17″ N, 8° 34′ 11″ O |
| 085900 | Villingendorf      | 08325060 | Villingendorf       | 931,88    | 3252                          | 48° 12′ 6″ N, 8° 35′ 3″ O   |
| 085910 | Dietingen          | 08325011 | Dietingen           | 1471,22   | 1658                          | 48° 12′ 22″ N, 8° 38′ 54″ O |
| 085911 | Böhringen          | 08325011 | Dietingen           | 862,2     | 878                           | 48° 14′ 59″ N, 8° 39′ 40″ O |
| 085912 | Gößlingen          | 08325011 | Dietingen           | 341,69    | 198                           | 48° 13′ 56″ N, 8° 41′ 37″ O |
| 085913 | Irslingen          | 08325011 | Dietingen           | 1057,97   | 910                           | 48° 13′ 38″ N, 8° 38′ 53″ O |
| 085914 | Rotenzimmern       | 08325011 | Dietingen           | 488       | 276                           | 48° 15′ 10″ N, 8° 41′ 18″ O |
| 085920 | Zimmern            | 08325069 | Zimmern ob Rottweil | 974,44    | 3786                          | 48° 10′ 25″ N, 8° 34′ 53″ O |
| 085921 | Flözlingen         | 08325069 | Zimmern ob Rottweil | 738,35    | 683                           | 48° 9′ 59″ N, 8° 31′ 24″ O  |
| 085922 | Horgen             | 08325069 | Zimmern ob Rottweil | 961,53    | 681                           | 48° 8′ 43″ N, 8° 33′ 19″ O  |
| 085923 | Stetten            | 08325069 | Zimmern ob Rottweil | 698,78    | 667                           | 48° 10′ 42″ N, 8° 31′ 44″ O |
| 085930 | Rottweil           | 08325049 | Rottweil            | 3646,57   | 18979                         | 48° 10′ 2″ N, 8° 37′ 44″ O  |
| 085931 | Feckenhausen       | 08325049 | Rottweil            | 306,74    | 337                           | 48° 10′ 9″ N, 8° 41′ 45″ O  |
| 085932 | Göllsdorf          | 08325049 | Rottweil            | 788,07    | 1788                          | 48° 10′ 10″ N, 8° 39′ 53″ O |
| 085933 | Hausen             | 08325049 | Rottweil            | 573,17    | 972                           | 48° 8′ 29″ N, 8° 35′ 6″ O   |
| 085934 | Neufra             | 08325049 | Rottweil            | 474,94    | 1145                          | 48° 7′ 46″ N, 8° 40′ 34″ O  |
| 085935 | Neukirch           | 08325049 | Rottweil            | 581,71    | 657                           | 48° 12′ 25″ N, 8° 41′ 58″ O |
| 085936 | Zepfenhan          | 08325049 | Rottweil            | 798,53    | 514                           | 48° 11′ 27″ N, 8° 42′ 52″ O |
| 085945 | Wellendingen       | 08325064 | Wellendingen        | 1174,1    | 2156                          | 48° 9′ 9″ N, 8° 42′ 2″ O    |
| 085946 | Wilflingen         | 08325064 | Wellendingen        | 571,93    | 885                           | 48° 9′ 24″ N, 8° 44′ 4″ O   |
| 085955 | Deißlingen         | 08325072 | Deißlingen          | 2416,85   | 4153                          | 48° 6′ 19″ N, 8° 35′ 20″ O  |
| 085956 | Lauffen            | 08325072 | Deißlingen          | 795,21    | 1830                          | 48° 7′ 26″ N, 8° 37′ 59″ O  |